# Rue Gustave Courbet
Koordinaten: 48° 52′ N, 2° 17′ O
Die Rue Gustave Courbet ist eine 170 Meter lange und 12 Meter breite Straße im Quartier de la Porte-Dauphine des 16. Arrondissements von Paris.

## Lage
Die Straße beginnt bei Nummer 98 der Rue de Longchamp und endet bei Nummer 128 der Rue de la Pompe.

## Namensursprung

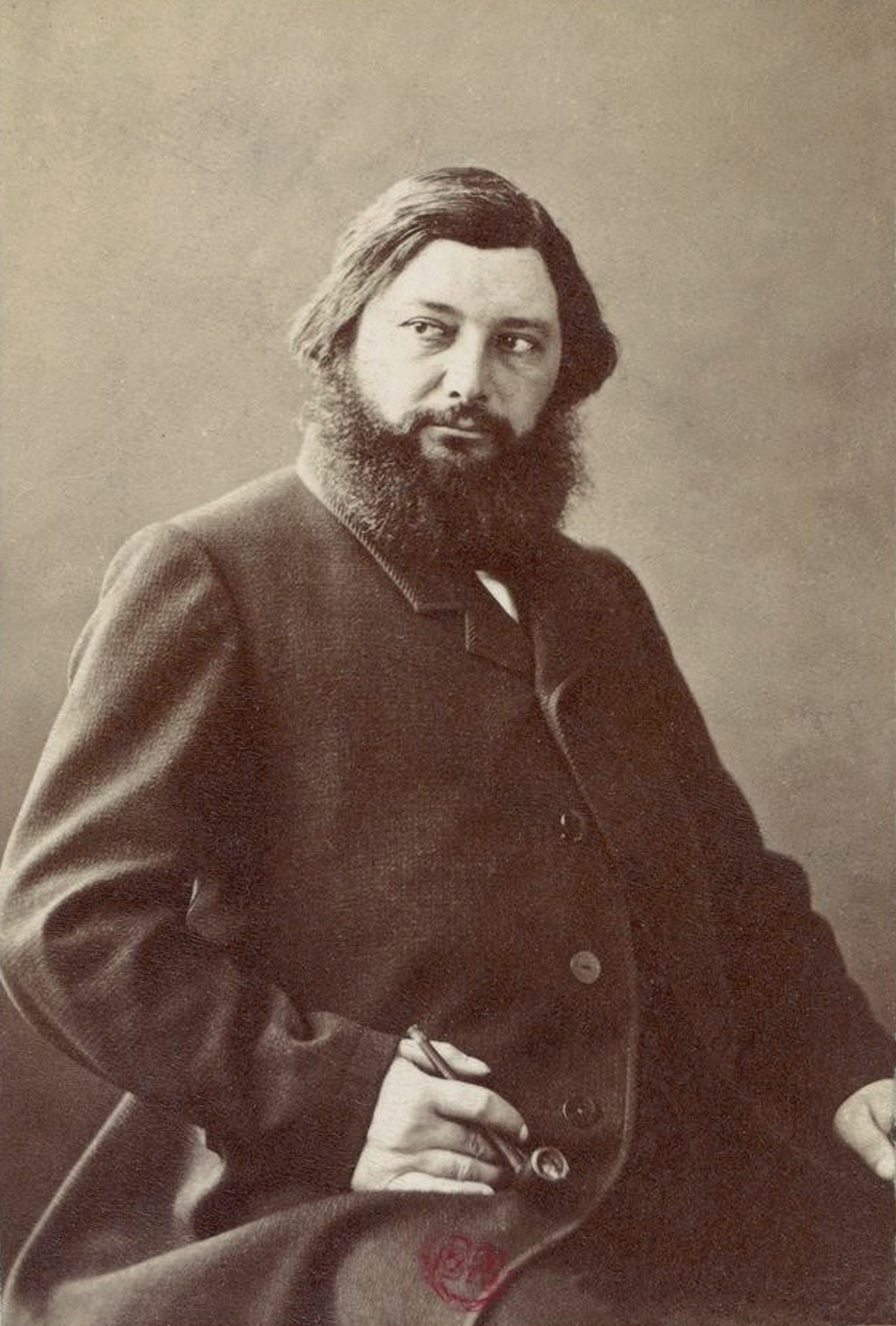
Gustave Coubert, Aufnahme von Nadar

Die 1882 eröffnete Straße ist benannt nach dem Maler Gustave Courbet (1819–1877), der seit 1840 in Paris lebte, bevor er 1873 wegen immenser Schadensersatzforderungen, die die französische Regierung gegen ihn geltend machte, in die Schweiz floh.

## Geschichte
Die Straße wurde 1882 von der Compagnie Foncière de France eröffnet und erhielt ihren heutigen Namen per Erlass vom 10. November 1885, bevor sie per Dekret vom 25. Oktober 1887 dem öffentlichen Straßennetze von Paris zugeordnet wurde.